# Thomas et ses amis : Appel à tous les moteurs !
 (octobre 2023).
Si vous disposez d'ouvrages ou d'articles de référence ou si vous connaissez des sites web de qualité traitant du thème abordé ici, merci de compléter l'article en donnant les références utiles à sa vérifiabilité et en les liant à la section « Notes et références ».
Série Thomas et ses amis
Thomas et le Chemin de fer magique
(2000) La grande découverte
(2008)
Pour plus de détails, voir Fiche technique et Distribution.
Thomas et ses amis : Appel à tous les moteurs ! (Thomas & Friends: Calling All Engines!) est un film britannique réalisé par Steve Asquith, sorti en 2005. Il est issu de la franchise Thomas et ses amis.

## Synopsis
L'été approche et les moteurs se réjouissent d'emmener les vacanciers autour de l'île de Sodor . Un jour, le Fat Controller annonce qu'un aéroport va être construit sur Sodor, ce qui amènera plus de vacanciers que jamais. Thomas et Percy se rendent sur le site du nouvel aéroport et découvrent qu'Arry et Bert - qui commencent à les intimider - font le même travail.
Cet après-midi-là, Thomas se rend au parc à bois et retrouve Harry et Bert, qui se vantent d'avoir un travail très important. Thomas décide de leur jouer un tour en cinglant un plateau juste avant que la grue ne laisse tomber le bois. Plus tard, pendant que Thomas et Percy manœuvrent des camions, Diesel confronte Thomas au sujet des ennuis qu'il a causés à Harry et Bert et se vante que lui aussi a un travail important. Cela donne à Thomas une autre idée espiègle ; il détourne les camions de bananes comme une farce, au lieu de briques et de bois.
Plus tard, Thomas et Percy se rendent aux Fonderies pour récupérer des poutres d'acier. A leur arrivée, ils trouvent Diesel 10 en train de charger des camions de ferraille. Les deux moteurs de char ont très peur et décident de revenir une fois le Diesel 10 parti. Sur le chemin du retour, Thomas et Percy s'inquiètent de voir que le pont suspendu de Sodor n'est pas peint et que le nouvel aéroport n'est qu'à moitié construit. Pire encore, Tidmouth Sheds a été démoli ; Diesel, le travail important d'Arry et Bert était de le reconstruire, mais à cause des astuces de Thomas, la rénovation est reportée. En conséquence, les moteurs sont obligés de dormir temporairement ailleurs ; James reste à l'usine de charbon, Edward reste à la carrière avec Diesel (qui était ennuyé de partager le hangar avec une machine à vapeur) Henry et Percy restent à la fonderie, Gordon dort sous une tente,
Cette nuit-là, une violente tempête balaie Sodor et provoque des ravages, notamment la tente de Gordon et l'effondrement du pont suspendu. Le lendemain matin, Thomas se réveille et constate tous les dégâts causés par la tempête autour de l'île. Le Fat Controller indique aux moteurs que les dégâts causés par la tempête doivent être réparés avant que les travaux sur les nouveaux hangars et l'aéroport puissent continuer. Edward et Henry livrent des briques et du bois à l'aéroport, Harvey débarrasse la ligne des branches et Thomas amène des ouvriers au pont suspendu. Cependant, toutes les machines à vapeur et les moteurs diesel se croisent et refusent de se parler. Pendant ce temps, Thomas revoit Diesel 10 qui aide à dégager la piste des débris. Thomas s'enfuit effrayé. Cette nuit-là, Thomas essaie de raconter sa journée à Emily, mais Emily dit à Thomas d'aller dormir. Cependant,
Le lendemain matin, Thomas est envoyé récupérer des poutres de fer pour le pont suspendu de Brendam. Le Fat Controller l'avertit que c'est lourd et qu'il pourrait avoir besoin d'aide. Diesel le nargue en disant que les moteurs diesel n'ont pas besoin d'aide, mais Thomas est convaincu qu'il peut le faire tout seul. Une fois arrivé à Brendam Docks, Thomas a du mal à déplacer les poutres, mais lentement mais sûrement, il fait bouger la lourde charge. À son arrivée au pont suspendu, il se sent fatigué, mais il faut maintenant placer les poutres. Diesel veut essayer, mais le contremaître confie cette tâche à Thomas, qui a déjà prouvé sa force. Thomas a du mal à le maintenir stable mais parvient à abaisser une poutre en place. Il se réjouit que les moteurs à vapeur soient meilleurs que les diesels, à la grande fureur de Diesel. Thomas se dirige ensuite vers la cour pour récupérer de la peinture pour le pont. Diesel, qui est également dans la cour, biffe le plateau si fort que la peinture rouge, jaune et verte éclabousse partout Thomas, ce qui s'avère être la goutte d'eau qui fait déborder le vase pour le moteur du char bleu. Thomas riposte en criant « Arry dans un tas de gravier, qui à son tour cogne James sous la trémie de charbon. L'affaire s'aggrave jusqu'à ce que tous les moteurs se battent ; Gordon frappe Bert dans un hangar de travail, Diesel pousse Toby sur la rampe de chargement de la benne, Emily fait tomber le premier dans un hangar, "Arry pousse Henry dans un oléoduc qui fuit et ce dernier pousse Diesel hors de la piste". À la fin de la journée, tout le monde est sale et aucun travail n’a été fait. qui à son tour cogne James sous la trémie de charbon. L'affaire s'aggrave jusqu'à ce que tous les moteurs se battent ; Gordon frappe Bert dans un hangar de travail, Diesel pousse Toby sur la rampe de chargement de la benne, Emily fait tomber le premier dans un hangar, "Arry pousse Henry dans un oléoduc qui fuit et ce dernier pousse Diesel hors de la piste". À la fin de la journée, tout le monde est sale et aucun travail n’a été fait. qui à son tour cogne James sous la trémie de charbon. L'affaire s'aggrave jusqu'à ce que tous les moteurs se battent ; Gordon frappe Bert dans un hangar de travail, Diesel pousse Toby sur la rampe de chargement de la benne, Emily fait tomber le premier dans un hangar, "Arry pousse Henry dans un oléoduc qui fuit et ce dernier pousse Diesel hors de la piste". À la fin de la journée, tout le monde est sale et aucun travail n’a été fait.
Le Fat Controller est mécontent des retards et dit aux moteurs que s'ils ne peuvent pas s'entendre, aucun vacancier ne viendra à Sodor cette année. Cela laisse les moteurs profondément inquiets de leurs récentes actions et plusieurs d'entre eux finissent par rêver de ce qui pourrait leur arriver si aucun vacancier ne vient à Sodor et que les moteurs ne sont plus utiles ; James rêve d'être transformé en noix de coco timide lors d'une fête foraine, Gordon devenant un terrain de jeu, Edward devenant un épouvantail et Percy étant transformé en montagnes russes. Quant à Thomas, il rêve de savoir comment améliorer les choses. Dans son rêve, il voit Lady et Rusty travailler ensemble. Alors que Lady parle à Thomas du travail d'équipe, Thomas part chercher Mavis dès son réveil le lendemain matin ; il sait que Mavis est plus gentille que les autres diesels et se fera un plaisir de vous aider.
Thomas trouve Mavis au lavage et lui parle de son plan selon lequel les moteurs diesel et les moteurs à vapeur doivent travailler ensemble pour sauver le nouvel aéroport et leur chemin de fer. Mavis explique qu'ils doivent d'abord se parler, alors Thomas suggère de se rencontrer à la centrale à charbon le lendemain. Lorsque Thomas et Mavis parlent de la réunion aux moteurs, le premier voit Diesel 10 et veut lui en parler mais prend trop peur et s'en va rapidement en pensant que Diesel 10 ne fonctionnera jamais avec les moteurs à vapeur de toute façon. Cette nuit-là, Thomas est tellement fatigué qu'il décide de dormir dans les bois. Pendant ce temps, Emily est heureuse d'avoir à nouveau son hangar pour elle seule, mais découvre que Thomas lui manque réellement.
Le lendemain, Gordon, Henry, Toby, Percy, James, Diesel, Daisy, Mavis, 'Arry et Bert arrivent à la centrale à charbon pour commencer la réunion, à la grande surprise des ouvriers et du directeur de la centrale à charbon confus. Thomas se précipite vers la centrale à charbon et y arrive, juste pour voir 'Arry et Bert presque annuler la réunion alors que les moteurs commencent à se disputer pour savoir qui est à blâmer pour avoir déclenché les ennuis. À l'arrivée de Thomas, il les convainc qu'ils doivent travailler ensemble pour ouvrir le nouvel aéroport, réparer le pont suspendu et reconstruire les hangars de Tidmouth. Enfin, les motorisations mettent de côté leurs différences. Quand Harold apporte le Fat Controller, Thomas explique que les moteurs à vapeur et les moteurs diesel ont finalement accepté de travailler ensemble, et le Fat Controller est ravi de l'entendre. Percy et Mavis livrent la peinture au pont suspendu,
Très bientôt, le nouvel aéroport est terminé et le premier avionest envoyé à Sodor. Malheureusement, Thomas manœuvre une longue file de camions, et ils déraillent à cause d'un rail déformé et heurtent un château d'eau, qui s'effondre au sol et fissure la piste avec les camions déraillés dispersés partout sur les voies. Les ouvriers repavent rapidement la piste et découvrent qu'ils ont besoin de George pour terminer le travail. Et avec Harvey de l'autre côté de Sodor et George étant trop lent, aucun d'eux n'est incapable d'arriver à temps. Cependant, Thomas a rapidement une idée et se précipite pour trouver Diesel 10 et lui demander de les aider, qui hésite au début, mais Thomas lui explique à quel point il sera le moteur le plus utile s'il venait à l'aider et il accepte donc et suit Thomas à l'aéroport. Mavis, Percy, Emily, Diesel, 'Arry et Bert sont surpris de voir que Thomas a amené Diesel 10 et qu'ils travaillent ensemble. Voir Diesel 10 travailler aux côtés d'une machine à vapeur convainc Diesel, 'Arry et Bert de respecter enfin les machines à vapeur elles-mêmes. Avec l'aide des autres moteurs, ils nettoient les dégâts et Thomas récupère George pour réparer la piste.
La piste étant redevenue lisse, le premier avion atterrit en toute sécurité. Les locomotives ont appris que le travail d'équipe fait fonctionner un chemin de fer, et non l'opposition autour de leurs différences. Ce soir-là, les moteurs sont heureux de voir les hangars de Tidmouth reconstruits, en particulier Emily lorsqu'elle découvre qu'une couchette supplémentaire a été ajoutée aux hangars pour qu'elle puisse y rester désormais, ayant appris à aimer partager son hangar depuis le bref voyage temporaire de Thomas.

## Distribution
- Michael Angelis
- Michael Brandon